# Ried-Brig
Ried-Brig est une commune suisse du canton du Valais, située dans le district de Brigue.